# Freizeichenton
Bei einem Freizeichenton (auch als Persönliches Freizeichen, Ring-Back Tone, Ring-Up Tone, Soundlogo oder Musikalischer Freiton (MFT) bezeichnet) handelt es sich um ein Leistungsmerkmal im Telefonnetz, bei dem ein Anrufer in der Rufphase (also so lange, bis der gerufene Teilnehmer oder der Anrufbeantworter den Ruf angenommen hat oder der Anruf nach einiger Zeit abgewiesen wird) parallel zum Freiton Musik zu hören bekommt.
In Deutschland ist dieses (kostenpflichtige) Leistungsmerkmal seit Anfang 2004 in den Mobilfunknetzen von T-Mobile und Vodafone verfügbar und steht seit Ende 2005 auch Festnetzkunden der Deutschen Telekom zur Verfügung.
Der Kunde kann den Freizeichenton aus einer größeren Zahl verfügbarer Musikstücke auswählen und diesen allen Anrufern oder nur bestimmten Anrufergruppen zuordnen.
Da es sich um ein netzseitiges Leistungsmerkmal handelt, funktionieren Freizeichentöne mit allen Telefonen. Anders als z. B. bei Klingeltönen wird hier das Musikstück nicht auf das Endgerät heruntergeladen, sondern durch spezielle Netzwerkelemente der Freiton-Innenband-Signalisierung beigemischt.
Im Zuge der Weiterentwicklung dieses Produktes bieten inzwischen manche Anbieter auch den sog. Video-Ringback-Ton an.